# 움콘토 (미사일)

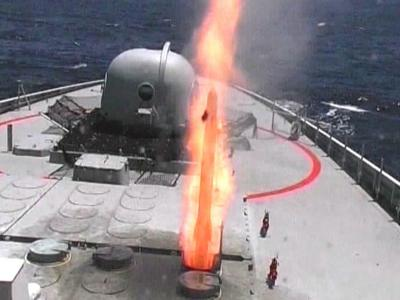
움콘토 해군형

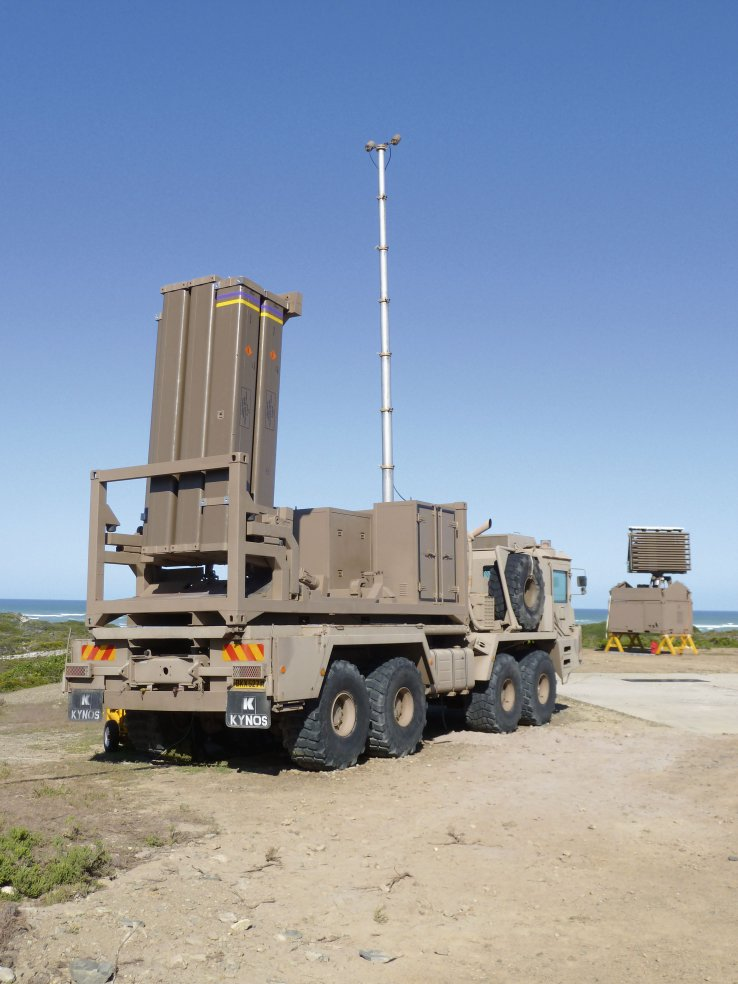
움콘토 육군형

움콘토(Umkhonto)는 남아프리카공화국의 중거리 지대공 미사일이다.

## 역사
ZA-HVM 단거리 지대공 미사일의 실전배치와 시장 판매에 실패한 이후, 1993년에 움콘토 개발이 시작되었다.
2005년 7월 최초의 지상 시험발사에 성공했다. 데넬 다이내믹스 스쿠아 표적기는 아음속으로 비행했다. 저고도 비행을 포함해 탄도 비행과는 다른 비행을 했다.
2005년 11월 23일 밸루어급 호위함에서 최초 함상 시험발사에 성공했다. 역시 데넬 다이내믹스 스쿠아 표적기를 요격했다. 미사일 탄두에는 텔레메트리를 장착해서 지상에서 명중 여부를 판정했다.
대한민국이 개발중인 해궁의 목표가 움콘토라고 알려져 있다.

## 파생형

### 움콘토-IR 블록 1
적외선 유도 단거리 지대공 미사일이다. 발사 후 락온 기능이 있다. 미사일은 락온된 지점으로 INS 비행을 한다. 그 지점에 도착하면 듀얼 칼라 적외선 시커를 켠다. U-다터 단거리 공대공 미사일의 시커의 파생형이다. 목표물이 회피기동을 하는데 대응하기 위해, 목표물 재설정을 데이터링크로 계속 할 수 있다. 40 g 기동을 한다. 탐지를 피하기 위해 저연 추진제를 사용한다.

### 움콘토-IR 블록 2
핀란드 해군과 공동개발했다. 적외선 시커가 개선되었다. 보다 효율적인 비행경로를 선택하여 사거리를 3 km 늘렸다. 최대사거리 15 km, 최대고도 8 km이다. 2013년 10월에 시험발사했다. 3발이 발사되어 15 km 목표물 2개, 20 km의 목표물 하나를 명중했다. 외양은 블록 1과 변경된 것이 없다. 맨 앞에 시커의 모양만 변경되었다.

### 움콘토-R
움콘토-R은 사거리 연장형으로, 현재 개발중이다. 로켓 부스터와 액티브 레이더 시커를 장착했다. 사거리 60 km, 최대고도 15 km, 무게 195 kg이다. 데넬 다이내믹스는 브라질 해군과 이 미사일 개발을 협상중이다.

## 같이 보기
- CAMM (미사일)
- 미카 미사일
- 바락 8